# 哥本哈根机场站 (丹麦国家铁路)

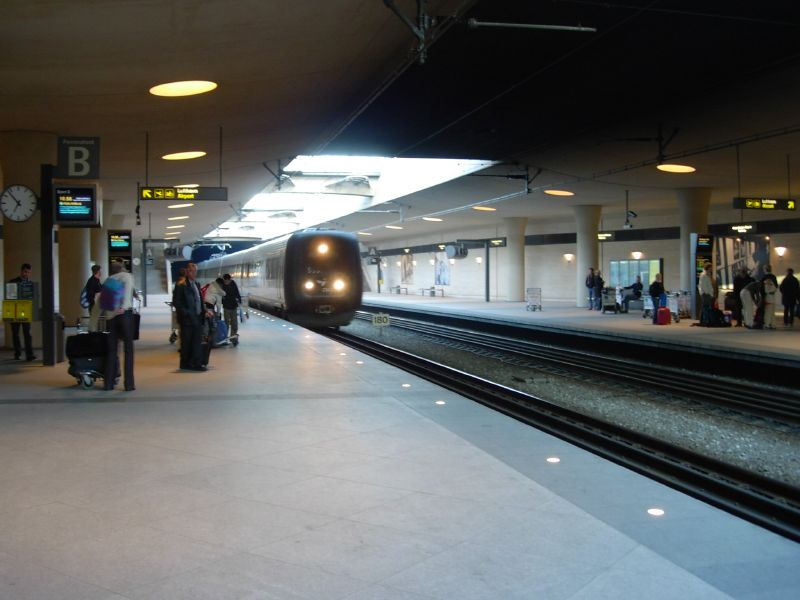
丹麦国家铁路所属的“哥本哈根机场站”站台

哥本哈根机场站（丹麥語：Københavns Lufthavn Station）是丹麦国家铁路所属的一座国铁车站，位于丹麦措恩比市鎮，1998年9月27日启用，因为哥本哈根机场提供接驳交通服务而得名。运行在厄勒海峡地区的“厄勒海峡列车”亦停靠本站。丹麦国家铁路所属的“哥本哈根机场站”建筑于哥本哈根机场3号航站楼地下，靠近该航站楼的到达区。 
为配合哥本哈根地铁工程，丹麦国家铁路所属的“哥本哈根机场站”进行了升级改造，改造工程于2007年9月28日完工。此次改造中增加了通往哥本哈根地铁所属的“哥本哈根机场站”的通道。
受欧洲移民危机影响，2016年1月4日至2017年5月4日期间，瑞典临时恢复了与其他申根国家间的边境管制。 在此期间，丹麦国家铁路所属的“哥本哈根机场站”南侧站台成为了行驶在丹麦与瑞典间的国际列车专用站台，并在南侧站台增加了一地两检设施。其余列车均在北侧站台停靠。在此期间，区域列车中仅有通往赫尔辛格和瑞典的列车在本站停靠，其余区域列车均不在本站停靠。

## 车次
丹麦国家铁路所属的“哥本哈根机场站”有以下种类的列车停靠：
- 运行在哥本哈根火车总站与马尔默中央车站间的区域列车。这些列车也在丹麦的措恩比站、厄勒斯塔兹站及瑞典马尔默市的许利厄站、三角地站。开往哥本哈根市区方向的列车班距为10分钟，开往马尔默方向的列车班距为20分钟。
- 运行在丹麦的西兰岛与瑞典南部的区域列车。通往克兰彭堡站、赫尔辛格、隆德、赫尔辛堡、兰斯克鲁纳、海斯勒霍尔姆。
- 在丹麦国内运行的城际列车，通往欧登塞、瓦埃勒、奥胡斯、埃斯比约、奥尔堡等城市。
- 通往瑞典南部城市的城际列车，包括哥德堡、卡尔马、卡尔斯克鲁纳。
- 通往斯德哥尔摩的SJ2000高速列车。

| 上一站                        | 丹麦国家铁路                       | 下一站                                  |
| ----------------------------- | ---------------------------------- | --------------------------------------- |
| 终点站                        | 城际快车 哥本哈根⟷奥尔堡           | 哥本哈根火车总站 开往：奥尔堡站         |
| 终点站                        | 城际快车 哥本哈根⟷海宁⟷斯楚厄      | 哥本哈根火车总站 开往：斯楚厄站         |
| 终点站                        | 城际快车 哥本哈根⟷森讷堡           | 哥本哈根火车总站 开往：森訥堡站         |
| 终点站                        | 通勤快车 哥本哈根⟷欧登塞           | 哥本哈根火车总站 开往：欧登塞站         |
| 终点站                        | 城际列车 哥本哈根⟷奥尔堡           | 哥本哈根火车总站 开往：奥尔堡站         |
| 措恩比站 开往：尼沃站         | 西兰岛海岸铁路 尼沃⟷哥本哈根机场   | 终点站                                  |
| 措恩比站 开往：赫尔辛格站     | 西兰岛海岸铁路 （厄勒海峡列车）    | 许利厄站 开往：马尔默中央车站           |
| 上一站                        | 瑞典国家铁路                       | 下一站                                  |
| 哥本哈根火车总站 开往：东门站 | SJ2000高速列车 哥本哈根⟷斯德哥尔摩 | 马尔默中央车站 开往：斯德哥尔摩中央车站 |
| 哥本哈根火车总站 开往：东门站 | SJ2000高速列车 哥本哈根⟷哥德堡     | 马尔默中央车站 开往：哥德堡中央车站     |

## 与哥本哈根地铁所属的“哥本哈根机场站”的关系
丹麦国家铁路所属的“哥本哈根机场站”与哥本哈根地铁所属的“哥本哈根机场站”是两座相邻且同名的轨道交通车站，二者不是同一座车站的两部分，二者均为哥本哈根机场提供接驳交通服务。
邻近的由哥本哈根地铁所属的“哥本哈根机场站”为哥本哈根地铁2号线终点站，由且仅由哥本哈根地铁2号线使用，属于哥本哈根地铁第4收费区。哥本哈根地铁所属的“哥本哈根机场站”2层有廊道通向哥本哈根机场3号航站楼。

## 相邻车站
| 上一站                        | 丹麦国家铁路 | 下一站                      |
| ----------------------------- | ------------ | --------------------------- |
| 措恩比站 往：哥本哈根火车总站 | 厄勒海峡铁路 | 许利厄站 往：马尔默中央车站 |

## 外部連結
- 维基共享资源上的相關多媒體資源：哥本哈根机场站